# Aman ul-Mulk
Aman ul-Muluk (Chitral, 1821 – Chitral, 30 agosto 1892) è stato un principe indiano.
È stato Mehtar di Chitral dal 1858 al 1892.

## Biografia

### Il regno
Alla morte di Muhtarram Shah Kator III salì al trono Aman ul-Mulk, che fece uccidere suo fratello maggiore nel 1856 per poter succedere al padre, e nel 1857 riuscì a salire sul trono di Chitral come unico ed incontestato sovrano. Il suo governo, a detta delle cronache d'epoca, fu segnato da un profondo dispotismo di genere orientale che gli consentì di rimanere sul trono per oltre trent'anni. Sir George John Younghusband lo definì "forte e astuto". Lord Curzon lo definì "l'uomo adatto per quello stato in quel momento".

### L'accordo del 1878 ed i suoi effetti
Nel 1878 Aman ul-Mulk cominciò ad avere forti timori di 
possibili attacchi al suo principato da parte dell'emiro dell'Afghanistan, e per questo decise di porre Chitral sotto la sovranità nominale del maharaja di Kashmir. Con quell'accordo si sottopose in automatico alla sovranità del governo indiano dal quale il Kashmir dipendeva. Nel 1885 una missione guidata da sir William Lockhart si recò in visita a Chitral e venne accolta cordialmente, e così anche il colonnello Durand che vi si recò nel 1888.
Secondo l'accordo stipulato nel 1878, Aman ul-Mulk avrebbe goduto di un sussidio annuale di 12.000 rupie dal sovrano del Kashmir in cambio della cessione nominale del potere, e a sua volta avrebbe dovuto corrispondere simbolicamente e annualmente tre cavalli, cinque falconi e tre cani Tezi. Venne poi siglato un trattato tra l'emiro dell'Afghanistan e Mortimer Durand secondo il quale il primo non avrebbe interferito in alcun modo nelle politiche di Bajaur, Dir, Swat e Chitral. Ma gli attriti e i disaccordi ripresero poco tempo dopo, e più degli altri fu Aman ul-Mulk a risentirsi verso gli inglesi e verso il Kashmir, in quanto quel nuovo accordo vanificava il suo, trovandosi così ad essere divenuto inutilmente vassallo di un'altra potenza regionale.
Aman ul-Mulk, che a quel punto era in una posizione più sicura e forte che nel passato, iniziò allora una politica di espansione territoriale nel Gilgit e in Afghanistan, destabilizzando nuovamente la pace della regione. Le due valli di Chitral, assieme al confine con l'Afghanistan (linea Durand) vennero unificati da Aman ul-Mulk nel 1880, anche grazie all'incoraggiamento del colonnello John Biddulph, il quale si era reso conto che rafforzare il Chitral avrebbe voluto dire rafforzare la posizione degli inglesi nell'area.

### Pressioni esterne
Dopo aver mostrato nuovamente interessi verso Chitral dal 1881, nel 1882 l'emiro dell'Afghanistan, Abdur Rahman Khan, reclamò con una lettera formale la sovranità su Chitral, ordinando ad Aman ul-Mulk di riconoscere la sua sovranità e di dichiarare che gli inglesi non avevano diritto di interferire sui suoi affari. Il governatore generale dell'India, Lord Ripon, non poteva non intervenire in una simile situazione, e telegrafò a Londra per chiedere il permesso di reagire alla minaccia dell'emiro "con la forza delle armi se fosse necessario". Poi Ripon rispose tatticamente all'emiro afghano che l'Inghilterra non aveva alcuna intenzione di interferire negli affari di Chitral in futuro.
Va considerato inoltre che il 14 giugno 1877 la situazione dei rapporti fra Chitral e l'Afghanistan si era complicata maggiormente perché degli emissari dell'emiro si erano recati a Chitral per cercare di organizzare il matrimonio tra una delle figlie del mehtar e il primogenito dell'emiro, il principe Sardar Habibullah Khan. L'emiro in quell'occasione aveva imposto delle pressioni politiche ed economiche per il raggiungimento di quell'accordo matrimoniale, e Aman non aveva ceduto a quelle pressioni rimanendo contrario ad acconsentire al matrimonio, schierandosi dietro la necessità di chiedere il parere del governo inglese in India. Chitral pertanto rimase sulle sue posizioni mostrando grande fedeltà alla causa britannica, al punto che lo stesso Churchill ebbe a scrivere, "Aman ul-Mulk governa Chitral mostrando grande rispetto per i desideri del governo britannico e gode per questo di sussidi e pace". 7

### Gli ultimi anni
Nell'ottobre del 1889 il colonnello Durand si recò nuovamente a Chitral, ed il mehtar lo accolse cordialmente. Nel corso della visita, Aman si accordò sui seguenti punti in cambio di nuovi sussidi:
1. avrebbe prestato la sua assistenza all'apertura di una strada tra Peshawar e Chitral.
2. avrebbe migliorato generalmente le strade del suo regno.
3. avrebbe migliorato alcune fortificazioni in alcune posizioni strategiche.[21]

Nel 1886 e poi nel 1888 Aman mandò due dei suoi figli, Afzal ul-Mulk e Nizam ul-Mulk in India per compiere dei viaggi di studio, anche per rafforzare i rapporti con gli inglesi.
Aman ul-Mulk morì improvvisamente a Chitral, al punto che molti ritennero che potesse essere stato avvelenato. Alla sua morte fece seguito un violento e turbolento periodo di successioni tra i suoi figli che rivaleggiarono per succedergli al trono.

## Personalità
Anche se ammirato dalle autorità britanniche e rispettato da molti altri principi per il suo coraggio e le sue capacità, Aman fu un regnante crudele, insidioso e vendicativo. Sir Lepel Griffin lo definì "un fantasmagorico vecchio selvaggio". Alla sua ascesa al trono fece uccidere i suoi parenti più stretti, ad eccezione del fratello Sher Afzul che riuscì a fuggire. Lo storico John Keay lo ha definito "un genio del male". mentre l'orientalista tedesco Gottlieb Wilhelm Leitner lo definì "un uomo terribile, con uno straordinario coraggio unito ad ottime doti diplomatiche".
Si ha ragione di credere che Aman ul-Mulk sia stato l'istigatore dell'assassinio dell'esploratore britannico George W. Hayward.